# Calanthemis schmidi
Calanthemis schmidi är en skalbaggsart. Calanthemis schmidi ingår i släktet Calanthemis och familjen långhorningar.

## Underarter
Arten delas in i följande underarter:
- C. s. schmidi
- C. s. ater